# Boleto
Boleto (un tempo anche detto Boletto) è il capoluogo del comune di Madonna del Sasso. Situato a 680 m s.l.m. il paese, prima di essere compreso in tale comune, fu il capoluogo del soppresso comune di Boleto, di dimensioni minori rispetto all'attuale.

## Geografia fisica

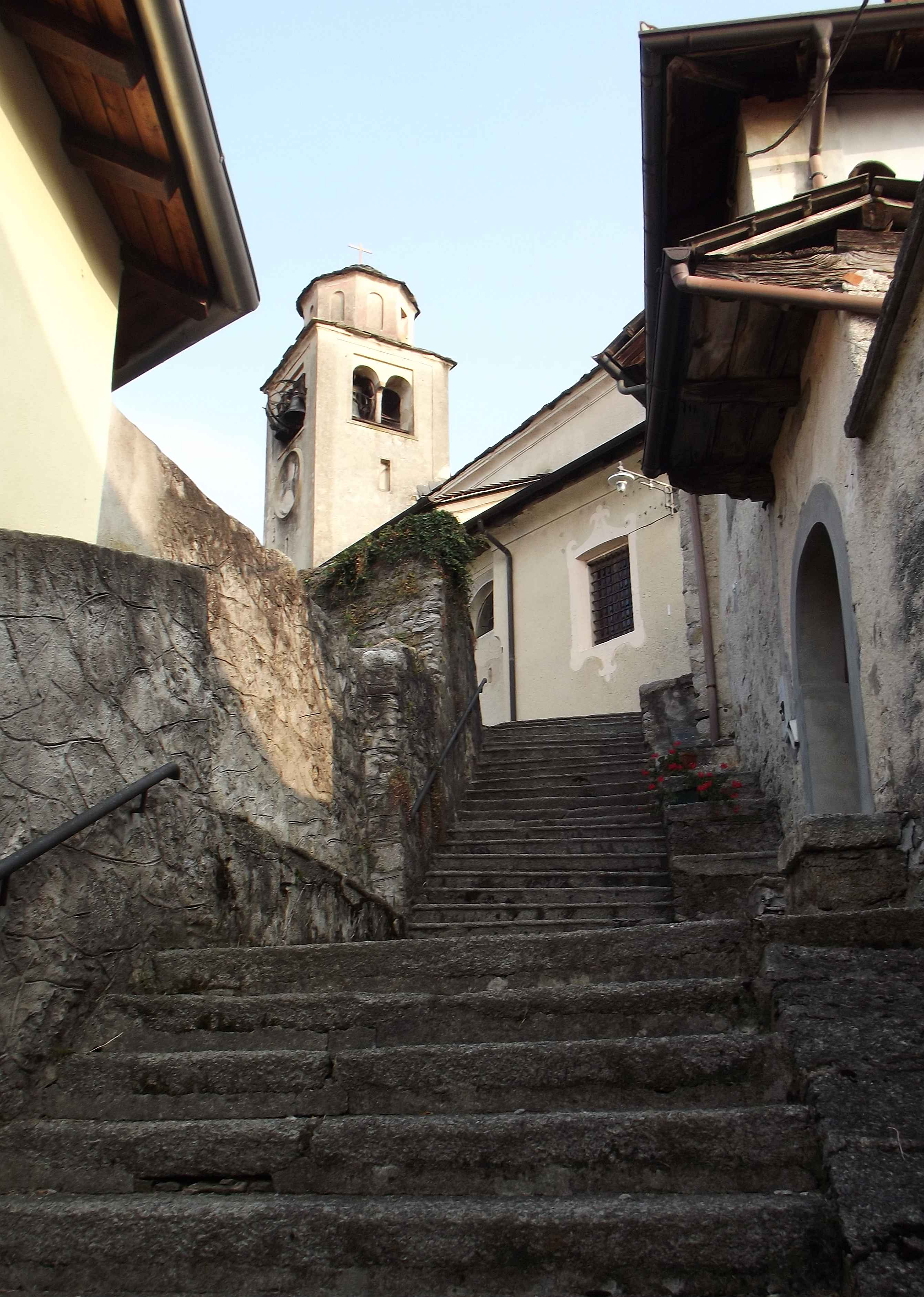
La salita alla chiesa

Boleto è situato a mezza costa sulle pendici che dallo spartiacque tra la Valsesia e il bacino del lago d'Orta scendono verso questo specchio d'acqua. Il santuario della Madonna del Sasso si trova poche centinaia di metri a sud-est rispetto al centro del paese.

## Storia
Nel 1861, nel Dizionario topografico dei Comuni compresi entro i confini naturali dell Italia di Attilio Zuccagni Orlandini, il paese di Boletto veniva descritto come un semplice villaggio presso il quale sorge in una rupe il bel Santuario della Madonna del Sasso; l'autore osserva inoltre che il suo territorio offre alimento a numerose mandre che danno burro e formaggi eccellenti.
Con il regio decreto nr. 174 del 29 gennaio 1928 i comuni di Artò e di Boleto furono fusi nel nuovo comune di Madonna del Sasso, il cui capoluogo venne collocato a Boleto. L'unione risultò sgradita a molti degli abitanti ed il malcontento sfociò in proteste popolari che si protrassero per vari mesi.
Il codice ISTAT del comune soppresso era 003818, il codice catastale (valido fino al 1983) era A936.

## Edifici di pregio
- Santuario della Madonna del Sasso

## Escursionismo
Alcuni sentieri permettono di raggiungere per boschi i centri abitati della bassa Valsesia.

## Pregi naturalistici
Il monte Avigno che sovrasta il paese ,è riconosciuto come Sito di Importanza Comunitaria per le sue qualità naturali.